# Narongsak Naengwongsa
Narongsak Naengwongsa (thailändisch ณรงค์ศักดิ์ เนื่องวงษา; * 19. Februar 2003), auch als JJ bekannt, ist ein thailändischer Fußballspieler.

## Karriere

### Verein
Narongsak Naengwongsa stand bis Dezember 2021 beim Drittligisten Pattaya Dolphins United in Pattaya unter Vertrag. Der Verein spielte in der Eastern Region der Liga. Hier kam er jedoch nicht zum Einsatz. Nach der Hinrunde wechselte er in die Northern Region. Hier schloss er sich dem See Khwae City FC an. Für den Verein aus Nakhon Sawan stand er achtmal in der Liga zwischen den Pfosten. Im Sommer 2022 nahm ihn der Erstligist Buriram United unter Vertrag. Die Spielzeit 2022/23 wurde er an den Drittligisten STK Muangnont FC ausgeliehen. Mit dem Verein spielte er fünfmal in der Bangkok Metropolitan der Liga. Die folgend Spielzeit wurde er an den Zweitligisten Nakhon Ratchasima FC aus Nakhon Ratchasima sowie an den Drittligisten Phitsanulok FC verliehen. Für Nakhon Ratchasima kam er in der zweiten Liga nicht zum Einsatz. Für Phitsanulok spielte er einmal in der Northern Region der Liga. Nach Vertragsende in Buriram wechselte er im August 2024 zum Erstligaaufsteiger Nakhon Ratchasima FC. Sein Erstligadebüt gab Naengwongsa am 14. Januar 2025 (17. Spieltag) im Auswärtsspiel gegen den Lamphun Warriors FC. Bei der 3:0-Niederlage stand er in der Startelf und spielte die kompletten 90 Minuten. Nach einer Spielzeit wurde sein Vertrag im Sommer 2025 nicht verlängert. Ende Juli 2025 nahm ihn der Erstligaaufsteiger Ayutthaya United FC unter Vertrag.

### Nationalmannschaft
Narongsak Naengwongsa spielte 2022 fünfmal für die U19, viermal für die Thailand U20 und viermal für die U23. Mit der U19 nahm er an der ASEAN U-19 Boys Championship in Indonesien teil. Hier belegte er mit dem Team den vierten Platz. Mit der U23 nahm er an der AFF U-23 Championship in Kambodscha teil. Hier belegte er mit dem Team den zweiten Platz. Im Finale musste man sich Vietnam mit 1:0 geschlagen geben.

## Erfolge

### Nationalmannschaft
Thailand U23
- AFF U-23 Championship: 2022 (2. Platz)